# Borgmester Jørgensens Vej
Borgmester Jørgensens Vej er en gade i Aalborg, Danmark.
Tidligere postbud og Borgmester Marinus Jørgensen har lagt navn til gaden, som er en sidevej til Sohngaardsholmsvej. Marinus Jørgensen kom i byrådet i 1913 og var borgmester fra 1925-1945. Han var især under i modvind under Danmarks besættelse bl.a. pga. en sag om sortbørshandel med sæbe.  På Borgmester Jørgensens Vej ligger Sohngaardsholm Slot, Arbejderbevægelsens Kollegium samt Taleinstituttet. Vejen fører til Golfparken, hvor man finder en gratis golfbane, Urania Observatoriet og Planetstien.
|  | Denne artikel om en bygning eller et bygningsværk kan blive bedre, hvis der indsættes et (bedre) billede. Du kan hjælpe ved at afsøge Wikimedia Commons for et passende billede eller lægge et op på Wikimedia Commons med en af de tilladte licenser og indsætte det i artiklen. |

57°1′51.65″N 9°56′48.26″Ø / 57.0310139°N 9.9467389°Ø